# Kleingewässerlandschaft bei Groß Kordshagen (Nordvorpommern)
Kleingewässerlandschaft bei Groß Kordshagen (Nordvorpommern) este o arie protejată (arie specială de conservare — SAC, sit de importanță comunitară — SCI) din Germania întinsă pe o suprafață de 501 ha, integral pe uscat.

## Localizare
Centrul sitului Kleingewässerlandschaft bei Groß Kordshagen (Nordvorpommern) este situat la coordonatele 54°19′12″N 12°51′12″E / 54.32°N 12.8533°E.

## Înființare
Situl Kleingewässerlandschaft bei Groß Kordshagen (Nordvorpommern) a fost declarat sit de importanță comunitară în aprilie 2004 pentru a proteja 1 specie de animale. Situl a fost protejat și ca arie specială de conservare în august 2016.

## Biodiversitate
Situată în ecoregiunea continentală, aria protejată conține 1 habitat natural: Lacuri eutrofice naturale cu vegetație de tip Magnopotamion sau Hydrocharition.
La baza desemnării sitului se află o specie protejată de  amfibieni: triton cu creastă (Triturus cristatus)